# Castellaro
Castellaro (im Ligurischen: Castellà) ist eine norditalienische Gemeinde mit 1268 Einwohnern (Stand 31. Dezember 2023) in der Region Ligurien, politisch gehört sie zur Provinz Imperia.

## Geographie
Castellaro gehört zu der Comunità Montana Argentina Armea und ist circa 20 Kilometer von der Provinzhauptstadt Imperia entfernt.
Nach der italienischen Klassifizierung bezüglich seismischer Aktivität wurde die Gemeinde der Zone 2 zugeordnet. Das bedeutet, dass sich Castellaro in einer seismisch moderat bis stark aktiven Zone befindet.

## Klima
Die Gemeinde wird unter Klimakategorie D klassifiziert, da die Gradtagzahl einen Wert von 1702 besitzt. Das heißt, die in Italien gesetzlich geregelte Heizperiode liegt zwischen dem 1. November und dem 15. April für jeweils 12 Stunden pro Tag.

## Tourismus
Im Jahre 2004 eröffnete ein Golfhotel in Castellaro (Castellaro Golf Resort). Viele Bewohner, die vorher arbeitslos waren, haben durch das neue Resort einen Arbeitsplatz gefunden.

## Sohn der Gemeinde
- Giovanni Battista Arnaldi (1806–1867), Erzbischof von Spoleto